# Urucânia
Urucânia är en kommun i Brasilien.   Den ligger i delstaten Minas Gerais, i den sydöstra delen av landet, 700 km sydost om huvudstaden Brasília. Antalet invånare är 10 291.
Omgivningarna runt Urucânia är en mosaik av jordbruksmark och naturlig växtlighet. Runt Urucânia är det ganska glesbefolkat, med 28 invånare per kvadratkilometer.